# Liutprando (nome)
Liutprando  è un nome proprio di persona italiano maschile.

## Varianti
- Maschili: Luitprando[1], Ludbrando[1]
- Femminili: Liutpranda[3]

### Varianti in altre lingue
- Francese: Liutprand
- Germanico: Liutbrand[5], Liutbrant[5], Liutprand[4][5], Liutprant[5], Liudbrand[5], Liudprand[5], Luitbrand[5], Luitbrant[5], Leutbrand[5], Lutbrand[5], Luitprand[4]
- Latino: Liutprandus, Lutprandus[1]
- Lettone: Liutprands
- Polacco: Liutprand
- Portoghese: Liutprando
- Spagnolo: Liutprando
- Tedesco: Liutprand

## Origine e diffusione
Deriva dal nome germanico Liutbrand, composto da liud ("popolo", "gente") e brand ("spada [risplendente]" o anche "fuoco"); il suo significato complessivo può essere interpretato come "spada del popolo", "difensore del popolo".
Nome di scarsissima diffusione oggi in Italia, attestato perlopiù nel Nord, è ricordato per essere stato portato da Liutprando, re dei Longobardi e re d'Italia.

## Onomastico
Poiché è un nome adespota, ovvero privo di santo patrono, l'onomastico può essere festeggiato il 1º novembre, ricorrenza di Ognissanti.

## Persone
- Liutprando, re dei Longobardi e re d'Italia
- Liutprando di Benevento, duca di Benevento
- Liutprando di Cremona, storico, vescovo e diplomatico italiano